# بزرگراه میان‌ایالتی ۹۴
بزرگراه میان ایالتی ۹۴ (به انگلیسی: Interstate-94، مخفف:I-94) یکی از بزرگراه‌های میان ایالتی آمریکاست؛ که مسیر شرقی-غربی داشته و زیرمجموعه دارد.